# シェベシュ・グスターヴ
シェベシュ・グスターヴ（ハンガリー語：Sebes Gusztáv、1906年1月22日 - 1986年1月30日）は、ハンガリー出身のサッカー選手、サッカー指導者。
1950年代にプスカシュ・フェレンツ、チボル・ゾルターン、コチシュ・シャーンドル、ヒデクチ・ナーンドルらを擁してマジック・マジャールと呼ばれたハンガリー代表の監督。グットマン・ベーラやブコヴィ・マールトンと共に、当時としては革新的な4-2-4システムを生み出した人物である。

## 経歴

### 選手時代
シェベシュはヴァシャシュSCの下部組織でサッカーを始めた。その後、フランスのパリへ移り住み、共産党の活動家としても活躍。ビアンクールにあるルノー社の工場の組立工として雇用され、労働組合の活動に従事した。また工場のクラブチームであるオリンピック・ビアンクールの選手としてプレーを続けた。
1920年代にハンガリーへ帰国しハンガリアMTK FCへ加入。MTKではカルマール・イェネーやチコシュ・パールと共に活躍し、ハンガリーリーグ優勝3回（1929年、1936年、1937年）とハンガリーカップ優勝1回（1932年）に貢献した。

### 監督時代
引退後は指導者の道へ進み、1947年にハンガリー代表監督に就任。1949年からはハンガリー・スポーツ省副大臣を兼任し、代表強化の為の様々な権限が与えられた。シェベシュは、1934年のFIFAワールドカップ・イタリア大会と1938年のFIFAワールドカップ・フランス大会においてイタリアを大会連覇に導いたヴィットリオ・ポッツオや、1930年代にヴンダーチームと呼ばれたオーストリアを率いたフーゴ・マイスルの影響を受け、国内トップレベルの選手を二つのクラブに集め（ブダペスト・ホンヴェードとMTKハンガリア）、集中強化を行う方針を採った。
また、シェベシュは一人の選手があらゆるポジションをこなす事の出来るsocialist football（後のトータルフットボールの原型）を主唱した。攻撃が防御を兼ねることをコンセプトに、運動能力を高める為の様々な練習や、実戦を想定した練習が実践された。
シェベシュの下で同国は1950年6月のポーランド戦から1954年6月の西ドイツ戦まで32試合無敗記録を打ち立てた。1952年ヘルシンキオリンピック金メダル、1953年の中央ヨーロッパ選手権優勝、同年11月にロンドン・ウェンブリー・スタジアムで行われたイングランドとの親善試合における歴史的勝利。1954年6月のFIFAワールドカップ・スイス大会では準優勝に導いた。
ワールドカップでの敗戦により連勝は一時ストップしたが、その後も一定の戦力を維持し、1956年2月19日にトルコ戦で敗れるまで17連勝を記録した。1956年6月3日のベルギー戦を最後に代表監督を退き、その後はウーイペシュトFCやブダペスト・ホンヴェードFCなどの監督を務めた。
1986年1月30日に死去、80歳没。

## 戦術

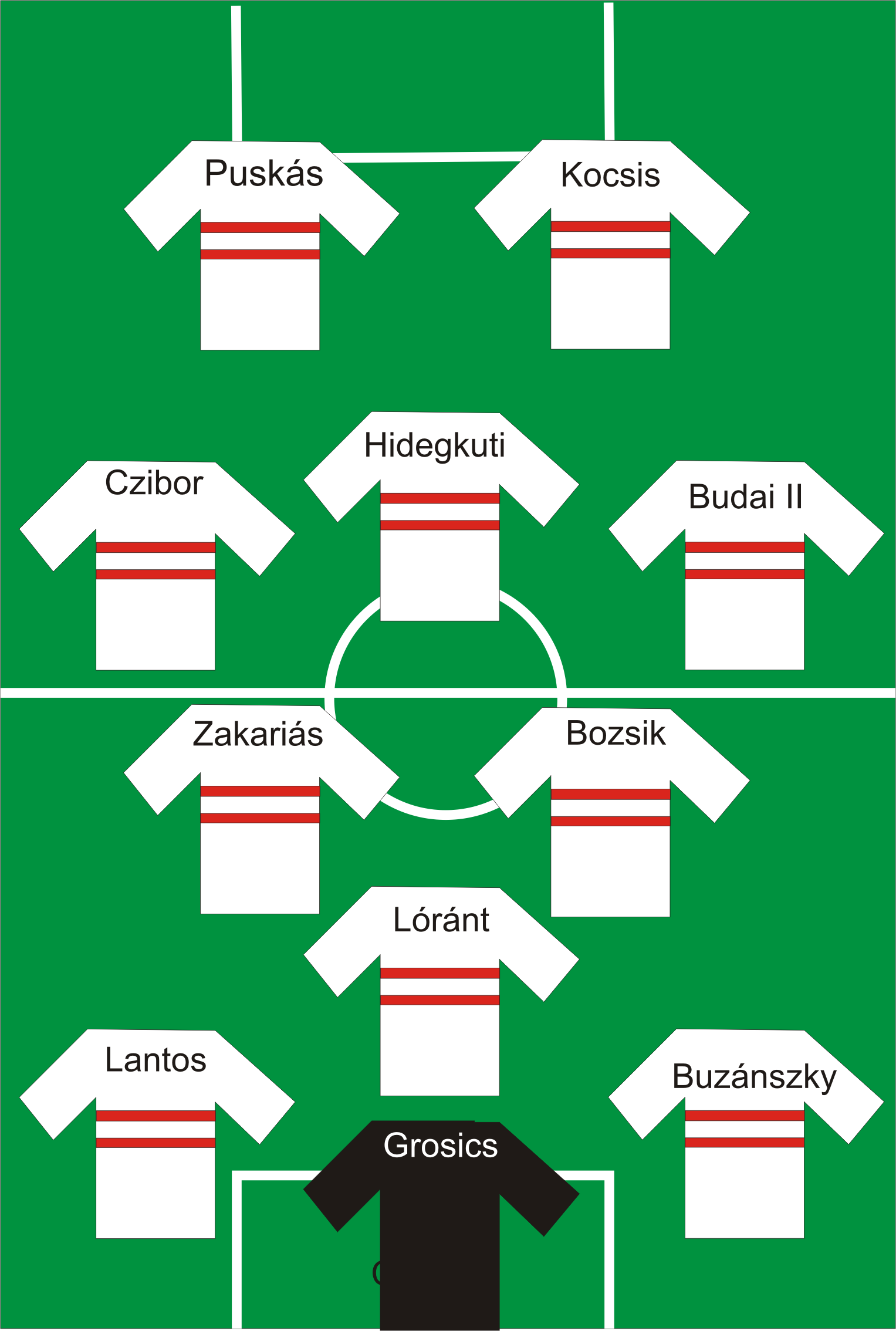
1954年当時のハンガリー代表の布陣

ハンガリーのサッカーは1950年代に世界最先端にあった。ホンヴェードやMTKなどのクラブやシェベシュが指導したナショナルチームは、伝統的なWMフォーメーション（または3-2-5、攻撃陣がW、守備陣がM字に並ぶ事から称された）に対し、4-2-4システムの原型となるシステムを採用した。
センターフォワードのヒデクチが中盤に下がりゲームを組み立てると共に、自ら前線に攻め上がり得点に絡んだ。インナー（下がり目のFW）のプスカシュとコチシュが前線に進出して左右のウイングと共に4トップを形成し攻撃を担当した。
中盤は前述のヒデクチをライトハーフのボジク・ヨージェフが豊富な運動量でサポートした。守備ではレフトハーフのザカリアーシュ・ヨージェフがDFに下がり、ローラーント・ジュラと共にセンターバックを務め、4人のDFで守備陣を形成した。また、GKのグロシチ・ジュラは積極的にペナルティエリアを飛び出し、スイーパー的な役割もこなした。
その後、1958年のFIFAワールドカップ・スウェーデン大会においてブラジルが、このシステムを採用し優勝したことで世界中に普及していった。